# Radjakarina Brahmana
Radjakarina Brahmana (andere Schreibweise: Raja Karina Brahmana; † März 2011) war ein indonesischer Beamter.

## Werdegang
Radjakarina war zunächst Leiter des Regierungsbüros des Gouverneurs von Timor Timur, des seit 1975 von Indonesien besetzte Osttimor. Anfang der 1990er Jahre wurde er Sekretär der Generaldirektion für regionale Entwicklung und dann Leiter des Planungsbüros des Generalsekretariats des indonesischen Innenministeriums.
Vom 9. März 1993 bis 6. September 1999 war Radjakarina Sekretär der Regionalverwaltung (Sekretaris Wilayah Daerah, Sekwilda) Timor Timurs. Sein Vorgänger Johanes Haribowo war zum stellvertretenden Gouverneur ernannt worden. Radjakarina hatte damit die Kontrolle über das Provinzbudget.
Radjakarina war in seiner Amtszeit maßgeblich für das Entstehen des Buches „20 Jahre Aufbau Osttimors“ (indonesisch 20 Tahun Timor Timur Membangun) verantwortlich, das anlässlich des 20. Jahrestag der Annektierung Osttimors durch Indonesien 1996 herausgegeben werden sollte. A.H. Latuconsina, Sekretär des osttimoresischen Korps indonesischer Angestellter, wurde von Radjakarina als Autor beauftragt. Allerdings erfüllte das fertige Manuskript nicht die Anforderungen der Regierung und Radjakarina erklärte das Buch von Latuconsina für „illegal“.
Radjakarina initiierte zusammen mit Gouverneur José Abílio Osório Soares auch den Bau des Cristo Rei, der monumentalen Jesusstatue an der Bucht von Dili, die 1996 eingeweiht wurde. Radjakarina forderte in einem Rundschreiben dafür Spenden von seinen Beamten ein, wofür er sehr viel Polemik auflöste. Am 11. August 1997 verlieh Suharto Radjakarina den Bintang Jasa, den Verdienststern.
Nach dem Rücktritt von Johannes Suryo Prabowo am 28. Oktober 1998 übernahm Radjakarina für einige Monate das Amt des stellvertretenden Gouverneurs von Timor Timur.
Als nach dem Fall der Diktatur das Unabhängigkeitsreferendum in Osttimor 1999 angesetzt wurde, wurde die Friedens- und Stabilitätskommission (indonesisch Komisi Perdamaian dan Stabilitas KPS) gegründet. Sie sollte die friedliche Umsetzung des Referendums überwachen. Der Kommission gehörten Vertreter der Armee, der katholischen Kirche der staatlichen Menschenrechtskommission Komnas HAM und Radjakarina an. Im Umfeld des Referendums kam es zu Gewalt durch indonesische Sicherheitskräfte und Milizen gegen Unabhängigkeitsbefürworter und die Bevölkerung. Nach Bekanntgabe des Ergebnisses am 4. September 1999, bei dem sich 78,5 % der Wähler für die Unabhängigkeit aussprachen, überzogen die Indonesier Osttimor in der Operation Donner mit einer letzten Gewaltswelle. Radjakarina trat als Sekretär der Regionalverwaltung am 6. September zurück. Am 25. Oktober übernahm die Übergangsverwaltung der Vereinten Nationen für Osttimor (UNTAET) die Kontrolle über Osttimor. Bei der juristischen Aufarbeitung der Gewalt verteidigte Radjakarina vor Gericht die Arbeit der KPS.
Nachdem Radjakarina in den Ruhestand gewechselt war, trat er der Partai Kristen Indonesia 1945 (PARKINDO 1945) bei. Die „Christenpartei Indoensien 1945“ sieht sich als Nachfolger der historischen Partai Kristen Indonesia. Von 2002 bis 2006 war Radjakarina Generalsekretär der Partei und von 2006 bis 2008 Vorsitzender. Die Partei zu den Parlamentswahlen in Indonesien 2009 anzumelden, scheiterte an der Überprüfung durch die Wahlkommission. Daraufhin führte Radjakarina seine Partei in eine Union mit der Partai Hati Nurani Rakyat.

## Privates
Radjakarina war mit der Politikerin und Frauenaktivistin Yesri Tandiseru verheiratet.